# باشگاه فوتبال زنان الهلال
باشگاه فوتبال زنان الهلال عربستان باشگاه فوتبال زنان عربستانی است که در سال ۲۰۰۷ میلادی تاسیس و در شهر ریاض فعالیت می‌کند. نام پیشین این باشگاه چلنج نام داشت. این تیم ۱ بار قهرمان لیگ برتر فوتبال زنان عربستان شده است